# Camilo de Oliveira
Camilo de Oliveira (* 23. Juli 1924 in Buarcos, Kreis Figueira da Foz; † 2. Juli 2016 in Lissabon) war ein Volksschauspieler und Komiker aus Portugal.
Er gehörte neben Raul Solnado zu den großen Gestalten der portugiesischen Komik im 20. Jahrhundert und war nach dem Tode Solnados der letzte große lebende Komiker der alten Schule portugiesischer Komik.

## Leben und Wirken

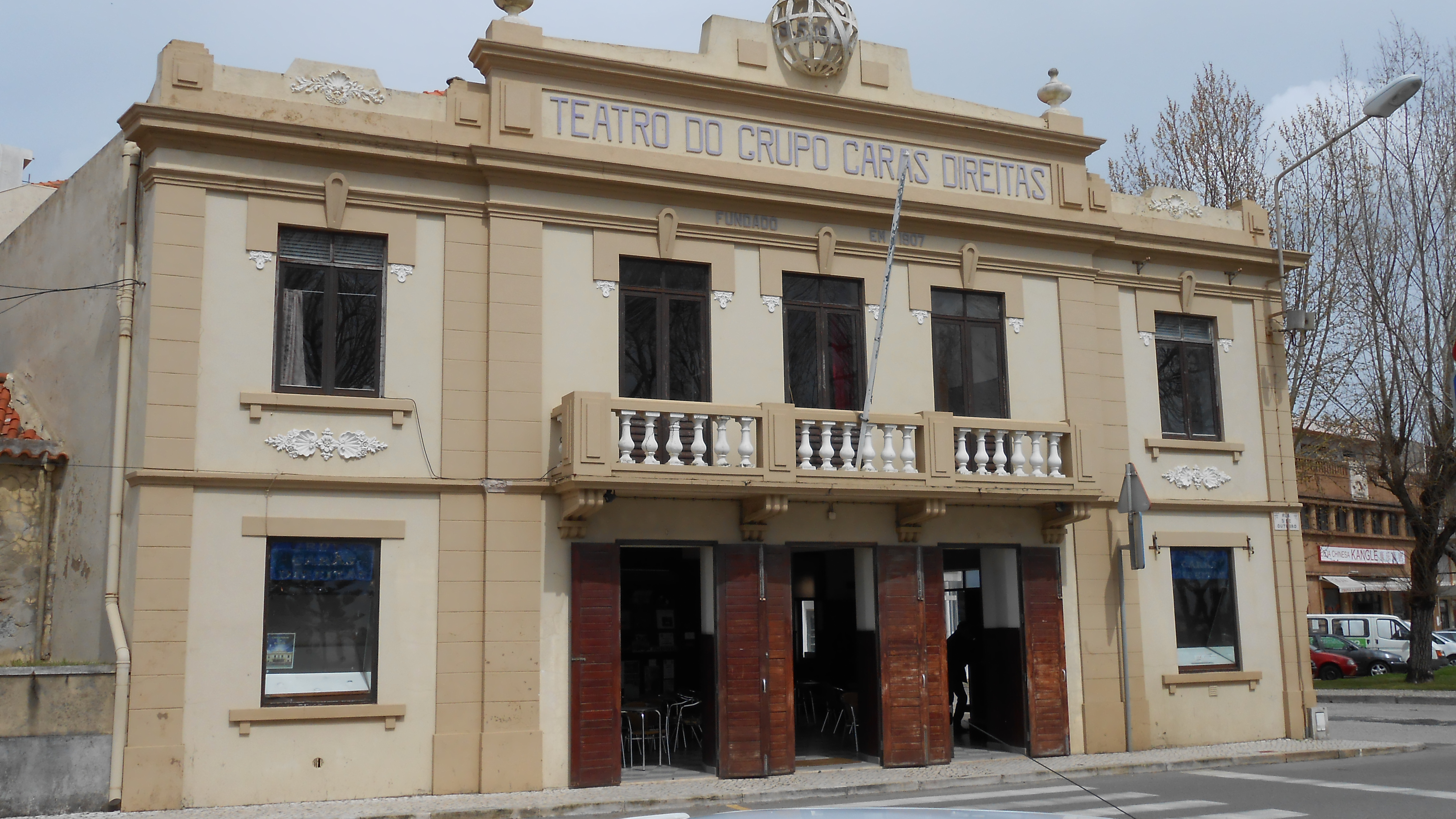
Das 1907 gegründete Teatro Caras Direitas in Buarcos

Camilo de Oliveira entstammte einer Theaterfamilie und stand schon mit neun Jahren auf der Bühne des Teatro Caras Direitas in seinem Geburtsort Buarcos, einer Stadtgemeinde von Figueira da Foz.
Er stand mit großen Stars des portugiesischen Theaters auf der Bühne, unter anderem mit Beatriz Costa und Raul Solnado, und kann auf mehr als 71 Rollen in Stücken verweisen.
Ab Beginn der 1980er-Jahre entdeckte das Fernsehen den Schauspieler für sich. Er spielte von da an in zahlreichen Rollen die Kunstfigur des Camilo, einen etwas tapsigen, manchmal auch lauten, aber immer lustigen und stets gutmütigen Opa, die zur Kultfigur in Portugal wurde. Dabei waren es Serien wie Camilo – O Presidente, die sein ganzes Können zeigten. Auch parodierte er wichtige Gestalten portugiesischer Geschichte, so den Satiriker und Dichter Manoel Maria Barbosa du Bocage oder 1982 den damals amtierenden Staatspräsidenten General Ramalho Eanes, dem er so ähnlich sah, dass nicht jeder merkte, dass es sich um eine Parodie handelte. Zu nennen ist auch die populäre Comedy-Serie Sába dá bádu (1981/82), in der er als fester Hauptdarsteller der Serie in zahlreichen Sketchen zu sehen war.
2009 erschien seine Autobiographie mit dem Titel: Camilo de Oliveira - O actor do Povo (dt.: Camilo de Oliveira – der Schauspieler aus dem Volk). 2011 zog er sich vom Fernsehgeschäft und von der Bühne zurück und im selben Jahr widmete ihm der öffentlich-rechtliche Fernsehsender RTP eine große Filmdokumentation.
2015 wurde bei ihm Prostatakrebs diagnostiziert und er gelangte in Portugal nochmal in die Schlagzeilen, auch wegen seiner mehr als vierzig Jahre jüngeren Ehefrau. Insgesamt war er dreimal verheiratet und wurde Vater von zwei Kindern. 
Am 2. Juli 2016 starb Camilo de Oliveira im Alter von 91 Jahren an den Folgen seiner Krebserkrankung in Lissabon.

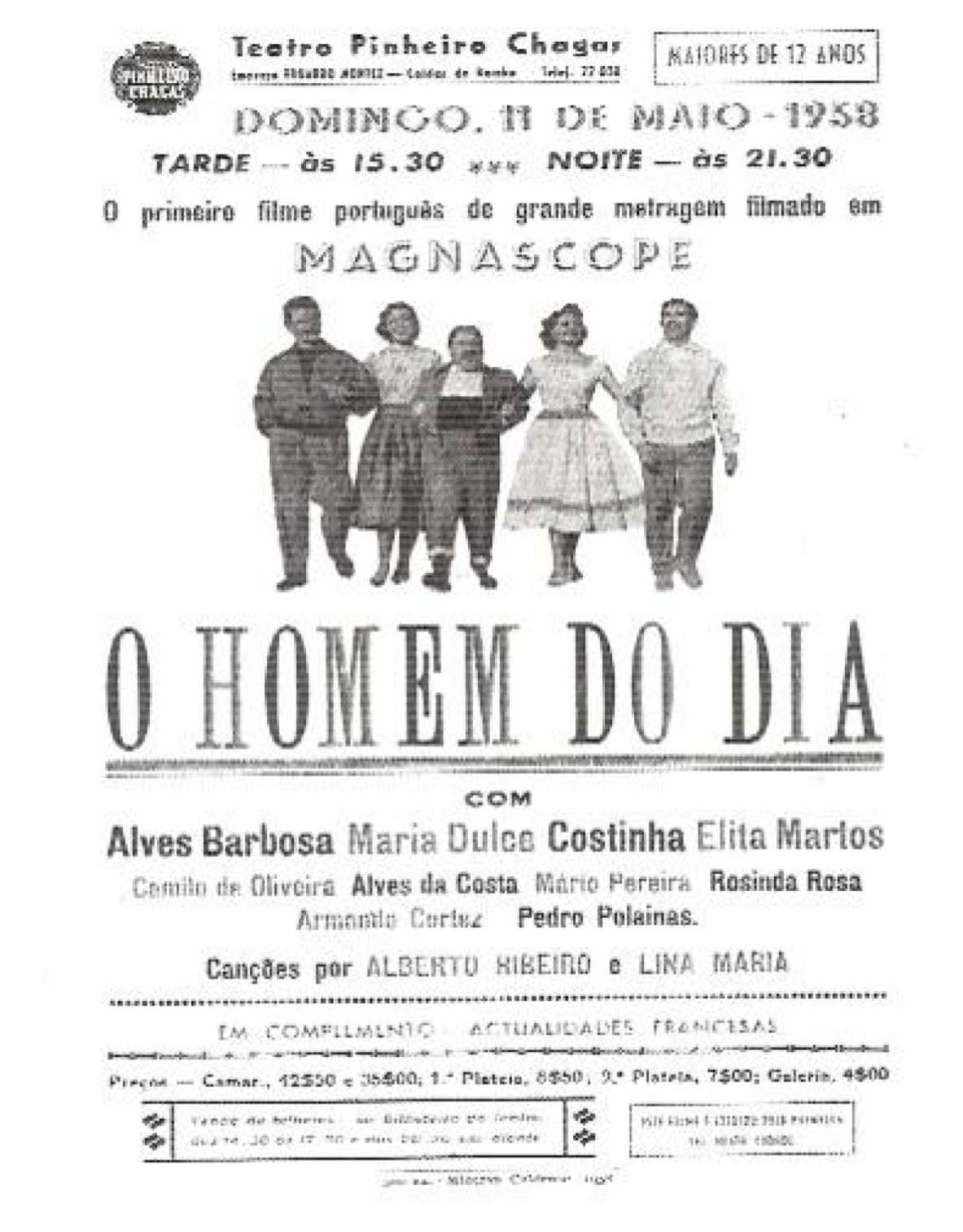
Filmplakat zu O Homem do Dia (1958), mit Radsport-Star Alves Barbosa

## Werk

### Filme (Auswahl)
- O Homem do Dia (1958; Regie: Henrique Campos).
- O Ladrão de Quem se Fala (1969; Regie: Henrique Campos).
- Ai Cavaquinho (1990; Regie: Ruy Ferrão), Theaterfilmrevue.
- Natal dos Hospitais 2003

### Serien (Auswahl)
- Camilo & Filho Lda, 1995 und 1996.
- Camilo em Sarilhas, 2005 und 2006.
- Camilo - o presidente, 2009–2011.